# Diplazium platychlamys
Diplazium platychlamys är en majbräkenväxtart som beskrevs av Carl Frederik Albert Christensen.
Diplazium platychlamys ingår i släktet Diplazium och familjen Athyriaceae. Inga underarter finns listade i Catalogue of Life.